# Hole kommun
Hole kommun (norska: Hole kommune) är en kommun i Buskerud fylke i sydöstra Norge. Kommunens centralort är Vik.
Hole kommun gränsar i norr till Ringerike kommun, i sydöst till Bærums kommun och i söder till Liers kommun. I väster har kommunen maritim gräns (genom Tyrifjorden) med Modums kommun.

## Etymologi
Namnet Hole härstammar från fornnordiska Hólar, av hóll, «höjd», och var antagligen ursprungligen namnet på prästgården i Hole socken.

## Geografi
De flesta invånarna bor antingen nära de två tätorterna Sundvollen och centralorten Vik eller i Røyse, Sollihøgda, Steinsåsen och Kroksund. Kommunens totala yta är 195 km², varav cirka 96,5 km² är skog (88 km² är produktiv), 67 km² färskvatten (Tyrifjorden) och 22,5 km² odlad mark. Skogen består av cirka 83 % gran, 15 % tall och 2 % lövskog.

## Tätorter
I Hole kommun finns sex tätorter:
- Gomnes
- Helgelandsmoen (del av)
- Kroksund
- Norderhov (del av)
- Steinsåsen (omfattar centralorten Vik)
- Sundvollen

Orten Sollihøgda har tidigare räknats som en tätort men uppfyller inte längre kriterierna.

## Socknar
Inom Norska kyrkan motsvaras Hole kommun av Hole socken i Ringerike prosteri i Tunsbergs stift.

## Kända personer
- Jørgen Moe (1818–1882), samlare av folksagor
- Olav Hurum (1884–1908), lyriker
- Tord Asle Gjerdalen (1983-), skidåkare